# Hermann Heinrich Gossen
Hermann Heinrich Gossen (Düren, 7 settembre 1810 – Colonia, 13 febbraio 1858) è stato un economista tedesco.
Può essere considerato come il fondatore della teoria neoclassica del consumatore (economia neoclassica). Le sue leggi del consumatore sono presentate nel suo libro pubblicato nel 1854. La prima legge di Gossen dice che il consumo di un'unita supplementare di un bene aumenta l'utilità di un valore sempre più piccolo. In altre parole, l'utilità marginale è decrescente. Questa legge è forse esatta ma non può essere verificata. D'altronde, non è necessaria per la teoria del consumatore.
La seconda legge di Gossen dice che l'ultima unità di moneta utilizzata per l'acquisto dei diversi beni deve dare la medesima soddisfazione. In altre parole, l'utilità marginale, divisa per il prezzo, deve essere uguale per tutti i beni acquistati. Questa legge è fondamentale. Può essere ottenuta massimizzando l'utilità tenendo conto del budget del consumatore.

## Opere
- Heinrich Gossen, Entwicklung der Gesetze des menschlichen Verkehrs und der daraus fließenden Regeln für menschliches Handeln, Braunschweig, 1854